# 台北國際書展
台北國際書展（簡稱）是每年春季在台灣台北市舉行的出版品展覽會，由中華民國文化部主辦、台北書展基金會承辦。最早稱之「中華民國台北國際書展」，前身為「全國書展」，於1987年12月15日在國立中央圖書館（今國家圖書館）首度舉行，主要是以增進國際出版品之交流為重要的主軸，兼具閱讀推廣、國際交流、出版專業等功能，後來於1990年起固定於台北世界貿易中心舉行，展期大致為六天。
由於屬於半專業性展覽（版權交易與消費展皆有），因此展期第一天為「專業人士日」，開放專業人士換證。目前是台灣規模最大，亦是亞洲第一大、世界第四大之國際級圖書專業展覽會，僅次於德國法蘭克福書展、義大利波隆那童書展、美國BEA書展等世界三大書展，由於展覽規模逐漸擴展，未來也有可能移往展場更大的台北南港展覽館舉行。

## 展覽分區

### 現有區域

#### 國家（國際）主題館

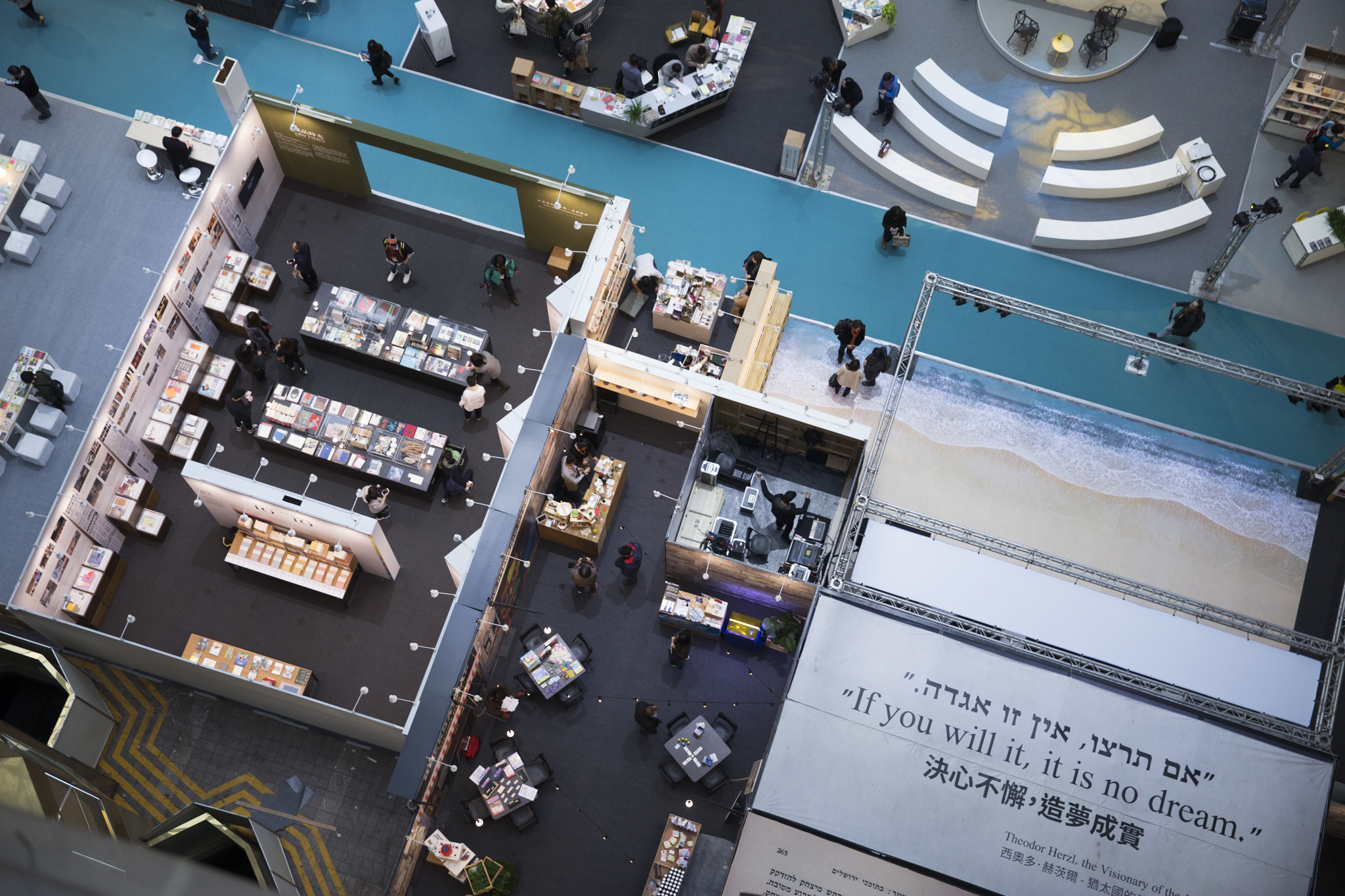
2018年台北國際書展以色列主題館

又稱之「國際主題館」。在第五屆（1996年）之前，國際館都會展示各國（台灣以外）的出版品，其中，第二屆的「中國」主題館，屬於試辦性質的國家主題館。而在第六屆起，為了要讓各國主題更具有特色，因此，第六屆（1998年）起，國際館另外新增「國家主題館」，每年都會選出一個國家作為展覽的主題，並且，也會有相關的電影導覽與圖書交流。
而在第十二屆（2004年）時，主辦單位首度針對國際主題館的主題國家─法國，挑選了電影「蝴蝶」作為開幕電影片，開啟國際書展設置開幕電影片的新紀錄。
在第二十屆（2012年）時不以特定一國為展覽主題，而以“綠色閱讀”為推廣重點，目的在讓民眾重新思考閱讀最初始的精神狀態 。
| 歷屆國際主題館之主題國家或展覽主題 | 歷屆國際主題館之主題國家或展覽主題                     |
| ---------------------------------- | ------------------------------------------------------ |
| 第二屆（1994）                     | 中國                                                   |
| 第六屆（1998）                     | 德國                                                   |
| 第七屆（1999）                     | 兒童圖書主題館                                         |
| 第八屆（2000）                     | 英國                                                   |
| 第九屆（2001）                     | 法國                                                   |
| 第十屆（2002）                     | 日本                                                   |
| 第十一屆（2003）                   | 捷克                                                   |
| 第十二屆（2004）                   | 義大利，開幕電影為《蝴蝶》                             |
| 第十三屆（2005）                   | 韓國                                                   |
| 第十四屆（2006）                   | 歐盟四國德國、法國、希臘、波蘭，組成「歐洲四國文化館」 |
| 第十五屆（2007）                   | 俄羅斯，開幕電影為《狂愛聖彼得堡》                     |
| 第十六屆（2008）                   | 澳洲，開幕電影為《羅浮宮謎情》                         |
| 第十七屆（2009）                   | 泰國                                                   |
| 第十八屆（2010）                   | 法國                                                   |
| 第十九屆（2011）                   | 不丹                                                   |
| 第二十屆（2012）                   | 綠色閱讀主題館                                         |
| 第二十一屆（2013）                 | 比利時                                                 |
| 第二十二屆（2014）                 | APPA（亞太出版協會）的日本、韓國、新加坡及泰國四國     |
| 第二十三屆（2015）                 | 紐西蘭                                                 |
| 第二十四屆（2016）                 | 匈牙利                                                 |
| 第二十五屆（2017）                 | 讀享時光主題館                                         |
| 第二十六屆（2018）                 | 以色列                                                 |
| 第二十七屆（2019）                 | 德國                                                   |
| 第二十八屆（2020）                 | 韓國                                                   |
| 第二十九屆（2021）                 | 韓國                                                   |
| 第三十屆（2022）                   | 法國                                                   |
| 第三十一屆（2023）                 | 波蘭                                                   |
| 第三十二屆（2024）                 | 荷兰                                                   |
| 第三十三屆（2025）                 | 義大利                                                 |

### 活動區

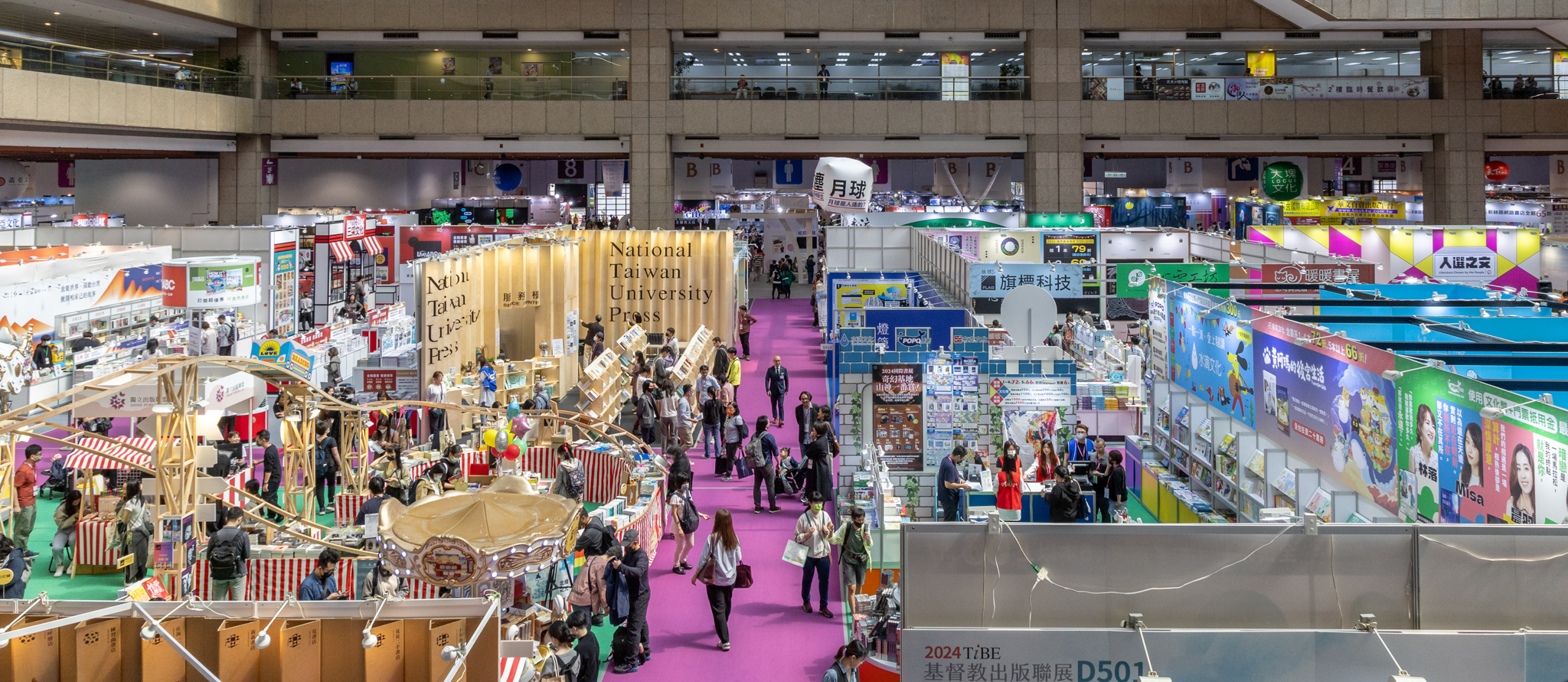
2024年台北國際書展展場

活動區一向是多數參觀者（一般民眾）較常去參觀的地方，並且，依照性質不同，還會分成專題演講區與簽名會區域，往年也稱之「活動中心」，後來，因為各館展出的內容不同，因此又再度重整，並分成「主題廣場」、「活動區」等。
- 主題廣場：各展館皆會設置的區域，但在開幕典禮部份，為了要配合「國家主題館」的展覽，都會在展覽一館進行，另外，二館的漫畫展區部分，則是以動漫畫雜誌簽名會居多，且再劃分為動感體驗區，並於該區設置動漫畫角色的立牌看板，提供給參觀的民眾照相與合影。
- 活動區：通常是以新書發表會與相關書籍之座談會為主，大多數的活動通常是在開放一般民眾參觀的時間舉行。
- 電影館：由於第十二屆（2004年）起，主辦單位都會選出一部電影作為開幕影片，因此，這個在一館才有的區域，每個時段都會有不同的電影界專家陪同參觀者觀賞電影，並說明電影之拍攝歷程與故事相關背景，且部份電影因為有出版實體書籍，也會在現場說明相關的差異。

#### 兒童書區
原本是隸屬於綜合圖書展區（一館），並且於第六屆（1998年）時，設有「兒童圖書主題館」；但在第十三屆（2005年）時，財團法人台北書展基金會承接展覽業務後，為了要劃分各年齡層的閱讀族群，加上第二十三屆台北國際電腦展覽會於2003年9月首度使用台北世界貿易中心展覽三館進行展出，獲得各界好評，因此，就利用新落成的台北世貿三館，做為兒童書區的展覽區。

#### 漫畫區
最先也是隸屬於一館的綜合圖書展區，在台北世界貿易中心展覽二館（後改名「台北展演二館」）完工後，由於先前的台北市長陳水扁已要求中華民國對外貿易發展協會在展覽館落成後，必須讓台北國際書展的策展單位優先獲得租約許可，因此，在有利的條件下，主辦的中華圖書出版事業發展基金會就優先將年輕族群較喜歡的漫畫區與電子書區轉移到二館，並在展覽期間，定名「漫畫館」，且沿用至今。
在漫畫展區，不但有漫畫與遊戲相關的出版商展示相關出版品以外，也有設置活動區，讓廠商可以在活動區舉辦簽名活動。另外在2007年，除了設置「身歷其境區」，藉由參展廠商引進的動漫畫角色立牌看板，讓參觀者可以在現場與看板合影留念，還首度在週末的星光時段舉辦「Cosplay比賽」，徹底吸引年輕讀者的目光。

### 已廢止區域

#### 限制級出版品專區
第九屆時設立，由於展區內有包含色情書刊與其他非色情之限制級出版品，因此也是所有展區中最受爭議的展覽區域。此區在設立時是在展覽二館展出，而至第十二屆時則移動到展覽一館的二樓。進入此區時，參觀者必須出示相關證件，未滿十八歲者不得進入。
而在第十三屆時，鑒於行政院新聞局修正《出版品及錄影節目帶分級辦法》的關係，主辦單位改成要求參展商必須針對限制級出版品標示警告標語，且將最受到爭議的「限制級出版品專區」取消。

## 展覽設施與服務

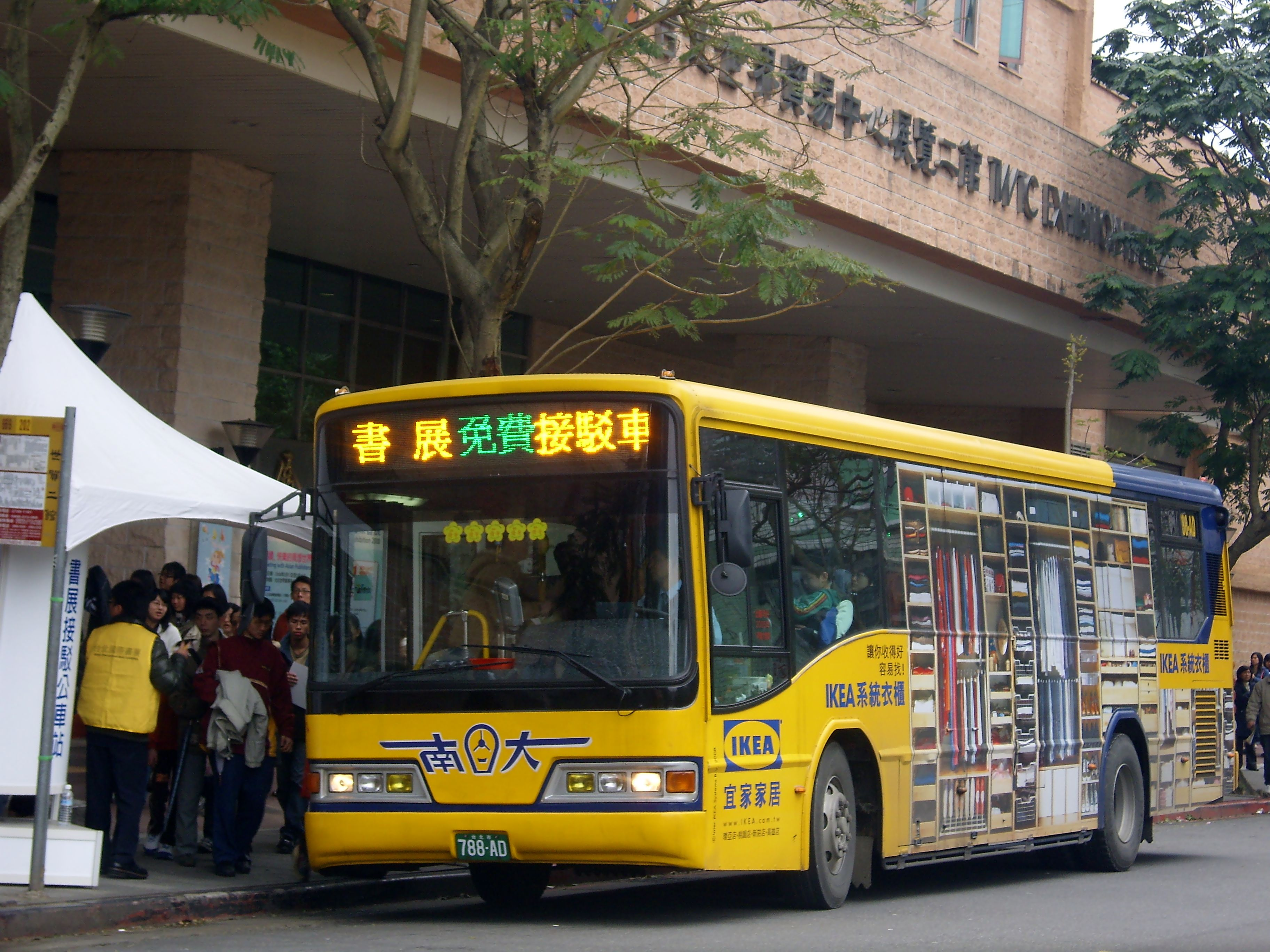
展館間接駁車

### 接駁公車
接駁公車最早是在第八屆（2000年）時設置，主要是以展區間接駁為主，提供參觀者往返各展館；在第十一屆（2003年）時，增設捷運與展館接駁車，提供參觀者可以從捷運市政府站直接到達展覽會場的服務。第十三屆（2005年）後，由於世貿三館的啟用，接駁車的路線機能已經完全確立，分別是展覽館接駁車與捷運站接駁車：前者是世貿一館、三館、二館巡迴，後者是捷運市政府站與台北世界貿易中心來回。接駁車的營運業務由大南汽車負責，目前已無提供此服務。世貿一館鄰近捷運淡水信義線台北101/世貿站，故現今民眾多以捷運為主要交通方式。

### 展覽快訊
每一年都會有不同的專業媒體進行實體版印刷與網路版的發布，主要提供展覽報導，不時也會提供相關活動之專題介紹，例如：「金蝶獎」、「版權交易區」、「商機研討會」等，除了第一天發布的現場刊物，是「展前報導」以外，其餘皆以「展覽快訊」作為主題。
最早是在第六屆（1998年）時由《中國時報》創始的，當時稱之「台北國際書展專刊」。

### 專屬防偽措施
每逢台北世界貿易中心進行大型展覽時，都會採取售票措施，相對的，也會有偽造門票與證件的事情發生。也因為貿協與觀光協會曾經在2006年中華美食展中查出多種偽造的門票，台北書展基金會有鑑於此，在各證件、門票、隨附的刮刮卡上面，都會有一個閃亮的銀色鋼印，主要也就是為了要防治偽造票根與證件的流通，相對來說，也才能提升展覽的品質。

## 歷屆展覽宣言

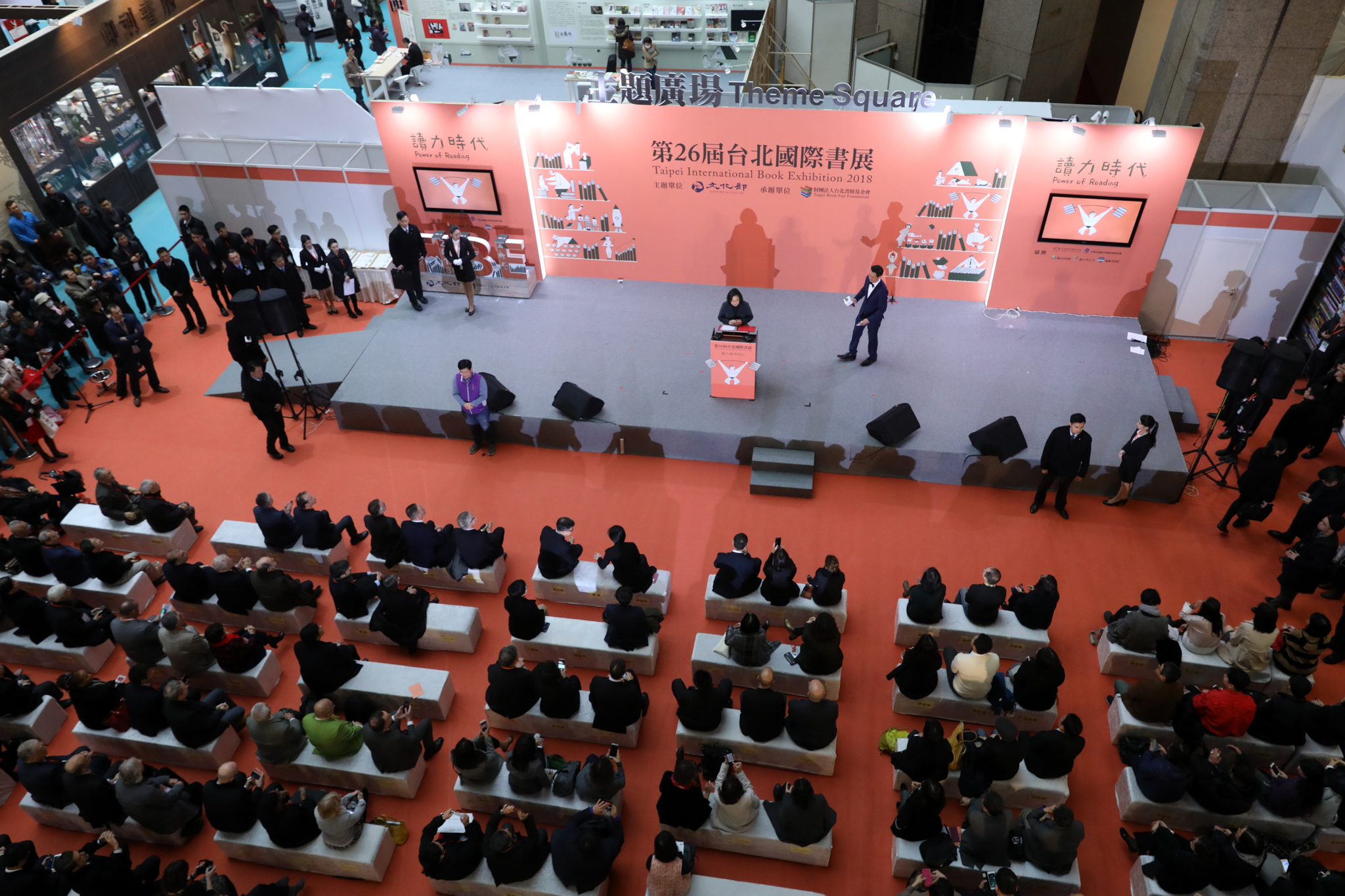
2018年台北國際書展展覽標語

| 第三屆     | 傳承歷史文化、開拓國際視野 |
| 第五屆     | 當東方遇見西方             |
| 第六屆     | 在亞洲與世界之間           |
| 第七屆     | 放眼亞洲，閱讀世界         |
| 第八屆     | 人文與科技的對話           |
| 第九屆     | 書香ｅ世紀，出版新創意     |
| 第十屆     | 品味東方，博覽世界         |
| 第十一屆   | 亞洲與世界溝通的橋樑       |
| 第十二屆   | 閱讀城市、悠遊台北         |
| 第十三屆   | 閱讀與出版的嘉年華會       |
| 第十四屆   | 閱讀與出版的嘉年華會       |
| 第十五屆   | 閱讀，幸福的海洋           |
| 第十六屆   | 閱讀與出版的嘉年華會       |
| 第十七屆   | 閱讀，躍起的力量           |
| 第十八屆   | 閱讀，創意的奏鳴與交響     |
| 第十九屆   | 閱讀，幸福進行式           |
| 第二十屆   | 閱讀，啟動綠色未來         |
| 第二十一屆 | 讀樂樂                     |
| 第二十二屆 | 閱讀美好生活               |
| 第二十三屆 | 發現紐西蘭 樂讀新世界      |
| 第二十四屆 | 閱讀·飛向世界              |
| 第二十五屆 | 讀享時光                   |
| 第二十六屆 | 讀力時代                   |
| 第二十七屆 | 讀書正好                   |
| 第二十八屆 | 閱讀新風景                 |
| 第二十九屆 | 樂讀好時光                 |
| 第三十屆   | 一起閱讀趣                 |
| 第三十一屆 | 閱讀的多重宇宙             |
| 第三十二屆 | 閱讀造浪                   |
| 第三十三屆 | 閱讀異世界                 |

## 展覽歷史

### 政府機關主導

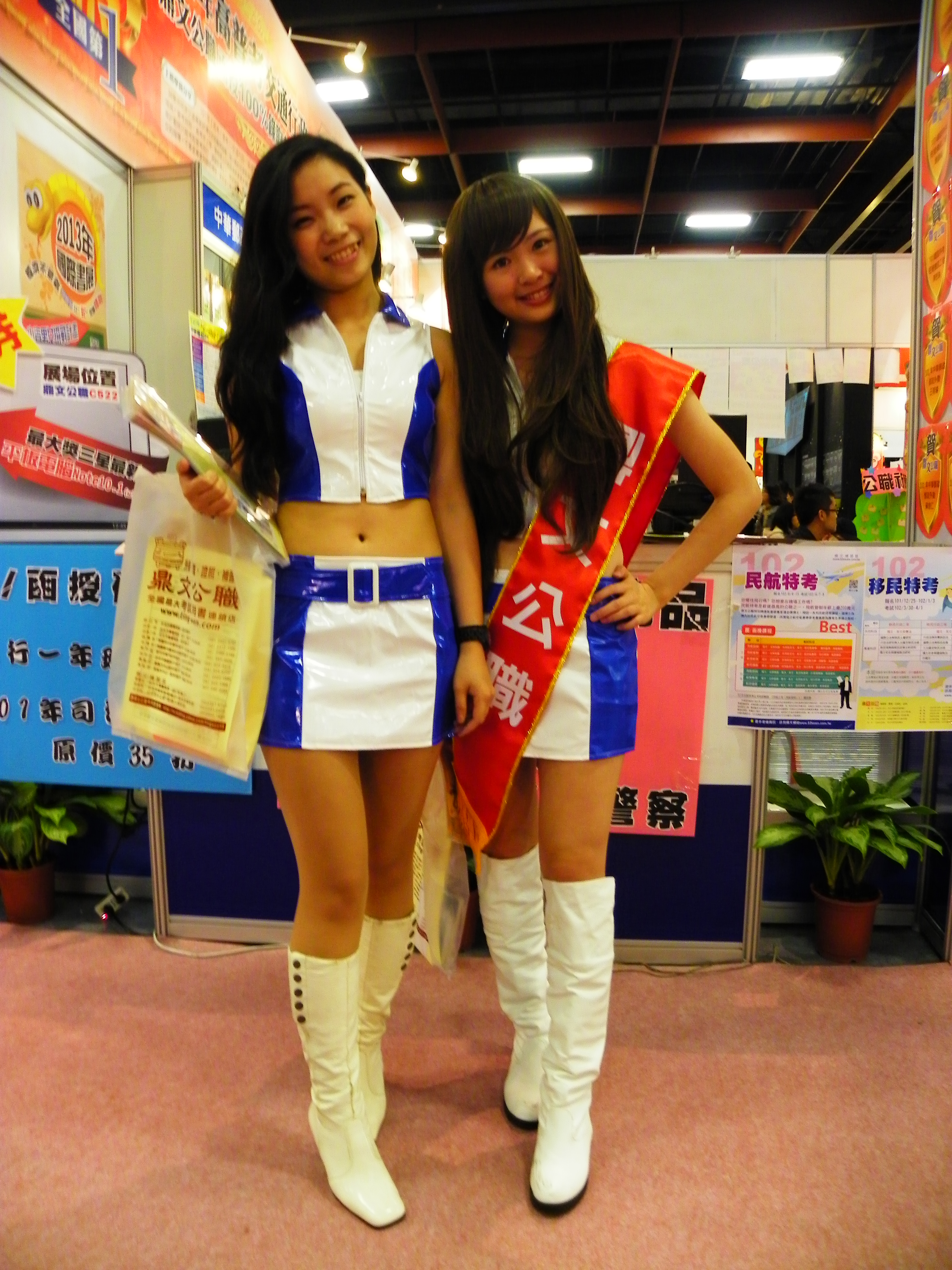
2013年書展

第一屆（1987年12月15日─12月21日）
- 行政院新聞局與國立中央圖書館將「全國書展」改制成「台北國際書展」，並且命名為「中華民國台北第一屆國際書展」，而此一重新整合辦理的展覽，同時也登上當年金石文化廣場的「出版界十大新聞」排名。[4]
- 國際館吸引英國、美國、西德、比利時、法國、日本、韓國、荷蘭、新加坡、瑞士及香港等地區或國家，共六十七家出版社參展，並承租八十五個攤位；中華民國館則有兩百二十六家台灣出版商參展。[5][6]

第二屆（1990年1月13日─1月17日）
- 為了讓書展走向國際化路線、並且解決攤位不足問題，行政院新聞局決議將第二屆台北國際書展轉移到台北世界貿易中心展出，此後台北國際書展就固定於台北世界貿易中心舉行。[7]
- 行政院新聞局、國立中央圖書館與中視文化公司共同籌備主辦第二屆台北國際書展。[8]
- 聯經出版事業公司因為協助辦理台北國際書展，而獲頒「籌設國際書展有功」獎項。[9]
- 因為中國大陸的和平書局前來參展，引發行政院新聞局、國立中央圖書館之間的小紛爭，後查明是因為國際館邀請廠商時比對德國法蘭克福書展之資料有誤所導致；雖然最終讓和平書局參展，但主辦單位已經要求該廠商讓出部分空間放置中華民國政府出版品。
事實上，起先在參展規定裡面，就已經表明中國大陸、羅馬尼亞、阿爾巴尼亞之出版商不列入歡迎名單之列，但俄羅斯的出版商是可以參展的，只不過主辦單位並未發放參展邀請函給相關單位。[10]
- 國內參展廠商普遍認為，版權交易固然重要，但是智慧財產權的問題也不得不重視；並且，中華民國館的圖書陳列上，分類雜亂問題是主辦單位必須改進的要點。[11]

第三屆（1992年1月17日─1月22日）
- 主題館「中國圖書發展史」的預覽展，在臺北縣中和市的宏盛彩色印刷先行辦理，展出內容包含動蠟像、仿古複製文物、巨型燈箱、手抄紙…等；並且，書展主辦單位之一的光復書局決議將主題館展覽進行巡迴展出，其中包含花蓮、新竹、台南及高雄等地區，以及出版《書的故事》來介紹中國圖書的發展歷史。[12][13]
- 在版權交易座談會中，天下文化、上誼文化、允晨文化、遠流出版公司、九歌出版社、世茂出版社等出版商與著作權代理商大蘋果股份有限公司爆發嚴重衝突，起因是大蘋果「未取得代理權就聲稱取得代理資格」且有對國際宣稱「多印多賣、短報版費」之嫌。[14]
- 美國《出版者週刊》（Publishers Weekly）派遣遠東區特派員莎麗泰勒和國際部業務經理詹姆士雷汶特進行專題介紹，並於五月問世，主題為「台灣：一個蓬勃發展中的新版權市場」。[15]
- 由於在1月18日下午就已經開放一般民眾入場，因此有媒體及部分出版商認為，書商不應該用強力推銷之型式強迫參觀之消費者購買套書；再加上1月19日開放7歲以上孩童入場而使得展場更顯混亂的情形下，更有參展的出版商認為，主辦單位的進場管制應該更加嚴格，以避免推擠與混亂的場面發生，才能保持國際形象。[16]

第四屆（1994年1月14日─1月19日）
- 由於印刷事業的發展日漸興盛，因此本屆展覽另外新增「印刷展示區」，以展現台灣印刷產品的實力，並藉由此機會和國際廠商進行交流。[17]
- 該屆書展共吸引22國924家廠商參展，規模已經爬升至世界第五，且當時之書展，仍然是亞洲排名第一的國際級書展。[18]
- 主題館以「出版事業在台灣地區之演進」為題目，探討台灣傳統出版文化的風貌，並且，為了慶祝中華民國官方主張的「光復六十週年紀念」，大會也陳列了中華民國接管臺灣以來的台灣史跡相關著作，藉以呈現多元化的台灣歷史。[18]
- 根據行政院主計處的調查，當年的圖書與雜誌閱讀率僅有14%，顯現出台灣的閱讀風氣危機問題，主因是文字轉向圖像、教育制度問題、政治鬥爭不斷、上流社會與中產階級的人文素養缺乏等。[19]
- 有鑒於電子書的問世，「無紙社會」的趨勢日漸明顯，電子書也將有可能取代實體書籍，在光復書局將「中國古建築之美」一套十冊的書籍電子化之後，一覽無遺；另外在展場中，「李登輝速寫」電子書也是民眾透過電腦了解李登輝背景的一種方式。[20]
- 藏書票展區首度於台北國際書展登場；另外，因為政治因素與展覽名稱引發爭議的情況下，中國大陸的出版商決議不參與這項展覽。[21]

### 第一次轉交民間承辦
第五屆（1996年1月19日─1月24日）
- 時報文化首度承辦台北國際書展，是有史以來第一次由民間承辦書展的紀錄。[22]
- 香港貿易發展局貿易部主任胡景邵來台灣拜訪行政院新聞局，希望藉由組團參展的方式爭取設置「香港主題館」。[23]
- 台北國際書展的參展廠商，國內有259家，國外有34國共311家出版商參展，並且國內外廠商共利用了1316個攤位展出，正式成為亞洲第一大書展，並且爬升世界第四名。[24]
- 由於郝明義接掌時報文化董事長並成功獲得台北國際書展的主辦權，因此被金石堂書店列入「1995十大年度出版記事」中的「年度風雲人物」。[25]
- 電子出版品已獲普遍認同，並且電子書、光碟、音樂藝術相關的出版品最受到參觀者的青睞。[26]

### 公協會組織主導

#### 台北市出版商業同業公會
第六屆（1998年2月19日─2月24日）
- 行政院新聞局出版處長由趙義弘接任，並宣示台北國際書展由兩年舉辦一次改成每年辦理；另外，行政院也同意新聞局旗下的出版處每年編列三千萬元的預算來籌辦台北國際書展，並承諾固定由剛接手承辦的台北市出版商業同業公會，處理展覽的相關業務。[27]
- 書展中首度設立國家主題館，也由於法蘭克福書展的承辦單位選定台北國際書展為合作夥伴，因此，第一個被選中的主題國為德國。[28]
- 由於台北國際書展要進行常設機構的設立，因此，與台北市出版公會聯手合辦展覽的新學友書局，將負責培訓相關人才，並且與國內外出版商進行合作。[29]
- 時報集團旗下的中國時報，印製一萬份的「台北國際書展專刊」，於展覽開幕日發行，此項會場報導刊物（簡稱「場刊」）是有史以來第一次專為展覽設計的專題報導刊物。[30]
- 台北國際書展開幕典禮中，行政院發言人程建人認為應發揮書展應有的「四交」（交流、交換、交誼、交易）功能；法蘭克福書展主席彼得‧懷哈斯（Peter Weidhaas）也引用中國文學中老子的言論「安其居、樂其俗、鄰邦相望、不相往來[31]」，來形容台灣出版事業的向上提升。[32]
- 由於攤位不足的問題一直浮現，因此，台北市長陳水扁也表示，在台北世界貿易中心展覽二館完工後，將優先讓台北國際書展的相關單位承租。[33]

第七屆（1999年2月7日─2月12日）
- 廣通科技與IBM合作，成立線上展覽網站「書香網」，提供台北國際書展的線上資訊。[34]
- 台北國際書展首度設置兒童圖書區，稱之「國際兒童主題館」，共有39個國家參與，並展出國際得獎童書、名家插畫展、叢書區、休閒區等小分區。[35][36]
- 為了紀念在2月11日逝世的中國文學作家蕭乾，主辦單位在展覽最後一天播放台灣春暉公司製作的紀錄片─「作家身影／蕭乾」。[37]
- 漫畫展區中，女性漫畫家的作品普遍受到參觀者的重視。[38]
- 台北國際書展，仍然遭到各界質疑定位問題，起因在於版權交易與書籍銷售的兩種方向失衡所致。[39]

#### 中華圖書出版事業發展基金會
第八屆（2000年2月16日─2月21日）
- 在1998年，原先要由各家出版商成立「台北書展公司」來統籌台北國際書展的承辦業務，但因為《大眾傳播財團法人設立許可暨監督準則》的關係，改組成「中華圖書出版事業發展基金會」，並且與新聞局確立合作主辦書展事宜。[39]
- 台北國際書展新增世貿二館展區，為了要吸引年輕讀者的參觀，電子書與漫畫專區轉移到該展覽館，並確立為「漫畫館」，進場制度也同時改變，二館展區為全面開放一般民眾購票入場，但一館展區的進場制度不變（仍舊有設置「專業人士交易日」）。[40][41]
- 配合網路書展的設置，「人文科技館」首度在世貿二館展區設立，並且，中央研究院院長李遠哲表示，實體的圖書，將有可能會被電子媒體所取代。[41][42][43]
- 書展首度設置免費接駁公車，提供參觀者往返台北世貿一館與二館，此項業務是由台北市公共汽車管理處（即後來的「大都會客運」）承包。[44]
- 黃牛票、孩童走失、扒手出沒展覽場等問題之浮現，書展品質受到影響，各界也質疑參觀時的安全問題。[45]
- 台北國際書展參觀人潮達40萬人次，銷售額在2億元以上，是歷屆之最。[46]

第九屆（2001年2月1日─2月6日）
- 在展覽二館的電子書區，確定更名為明日書區，也因為電子書店、電子書閱讀器、PDA的發展，因此該展區依舊受到廣大讀者的重視。[47][48]
- 二館的漫畫主題館中，同人誌與漫畫角色的裝扮在會場流動，吸引大批年輕讀者的注意，但也因為人潮湧現，一度發生會場某攤位的玻璃遭到群眾擠破的事件。[49][50]
- 由於限制級專區的設立，加上日本AV女優飯島愛來台，以及色情圖片在書展中亮相的關係，雖然引起許多成人讀者討論，但是，中華民國出版品評議基金會在該展區公佈圖書名稱與相關封面的舉動，已經遭到現場的參觀者與媒體的質疑，認為兒童可能不小心會靠近該區，甚至有害讀者的身心健康。[51]
- 參展廠商風潮唱片的心靈音樂與有聲書籍，獲得參觀者的好評。[52]
- 書展入場方式發生爭議，在售票區域與大會服務台的購票相關手續中，發生入場規定矛盾的情況。[53]

第十屆（2002年2月19日─2月24日）
- 由於台北國際書展在世貿二館展區，設置「公共圖書館」專題展區，因此，台北縣文化局也在2月20日─2月24日推出「展外展」的活動，包含逾期圖書回娘家、認識家鄉的圖書館有獎徵答、特色出版品展示等。[54]
- 在展覽二館展區中，典雅出版社因為在「限制級出版品專區」外的攤位私自販售限制級漫畫，被台北市社會局處分，尊龍出版社也因為有在「限制級出版品專區」外的攤位非法販售色情刊物，遭到台北市警察局信義分局移送法辦。隨後，立法委員周雅淑、廖本煙、楊麗環召開記者會，要求行政院長游錫堃必須主動向色情業者宣戰。也由於這個風波，行政院新聞局有部分承辦人員遭到處分。[55][56][57][58]
- 在藏書票座談會中，台灣的潘元石表示，原住民圖案的藏書票在日治時期就已經出現[59]，另外，三重市五華國小輔導主任吳望如也出版個人著作《尋訪台灣老藏書票》，藉由台灣藏書票協會的參展，將藏書票的歷史表露無遺[60]。

第十一屆（2003年2月11日─2月16日）
- 中國大陸的出版商獲准參展，並且，主辦單位在台北國際會議中心的展區中，增設「心靈書區」，將宗教類，與淨化人心為主軸的出版品獨立展出[61]，且依照類型不同，分為宗教、心靈、音樂、藝術、命理等主要區塊[62]。
- 由於增設台北國際會議中心展區的關係，因此，吸引了49國共925家出版商，使用2092個攤位參展，再度刷新展覽規模紀錄。[63]
- 台北國際書展的接駁公車，為了配合捷運的使用，新增捷運站接駁車，路線為：捷運市政府站→世貿二館→世貿一館，而原本的展館間接駁車則仍舊持續使用。與此同時，台北市交通局也在展覽期間進行交通管制，週邊的停車場也因此漲價。[64]
- 國際版權聯誼會首度在展覽中進行，但因為兩岸間的版權問題，因此在展覽中無法看到簡體書的展示。[65]
- 中華民國總統陳水扁在台北國際書展的開幕典禮中表示，出版產業應當納入「國家文化創意產業」。[66]

### 二度轉交民間承辦
第十二屆（2004年1月28日—2月2日）

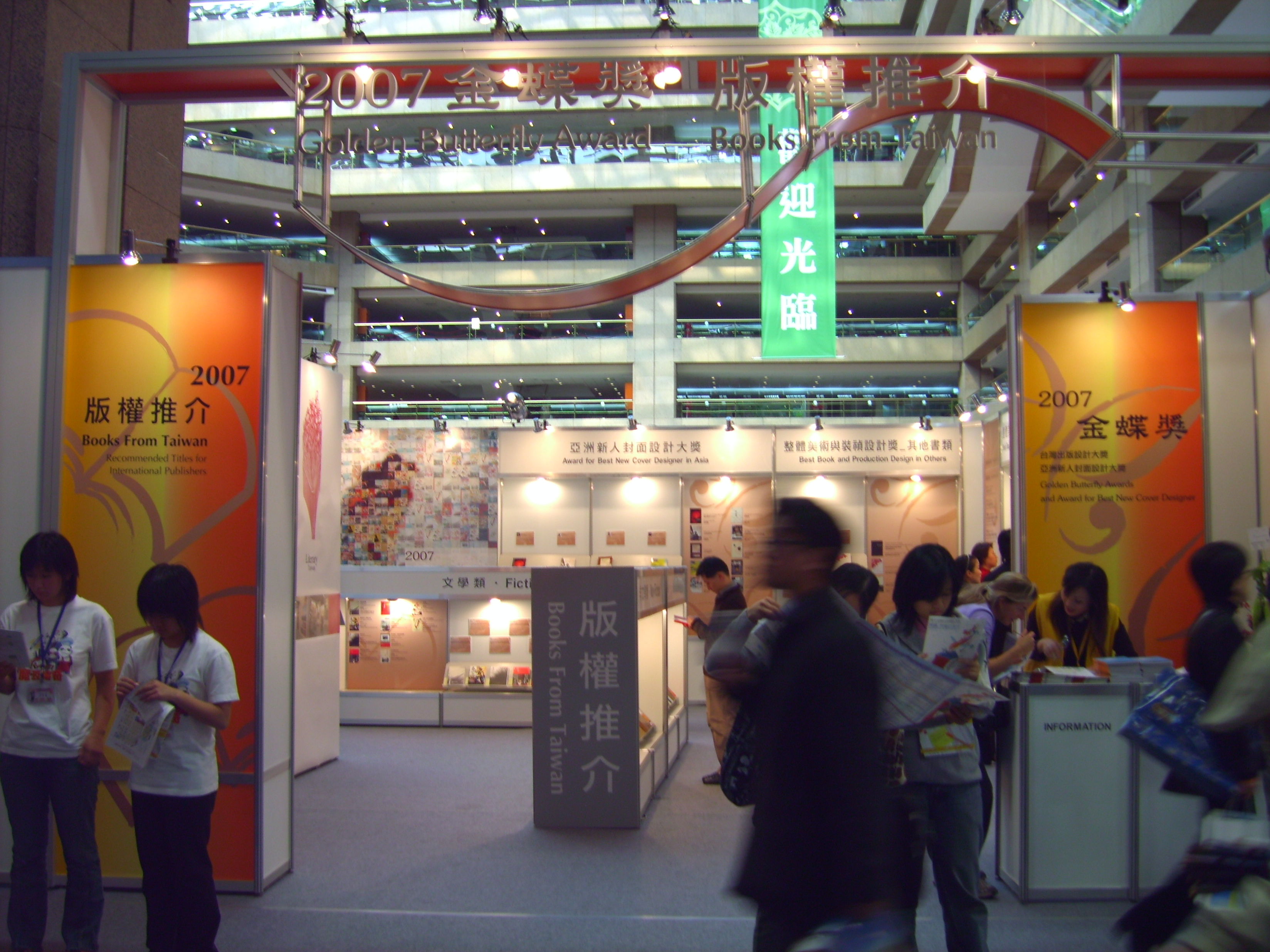
金蝶獎在第十二屆時就已設立，並且在展覽會中展示入圍的圖書。

- 行政院新聞局公布承辦展覽之廠商為詹宏志領導的城邦文化，這也是有史以來第二次移交民間辦理書展的紀錄[67]。但此一訊息公布後，引發大塊文化董事長郝明義與遠流出版公司董事長王榮文的強烈譴責，認為書展不應該由民間承辦，且更不應該每屆都選拔承辦單位，反而應該要有固定且常設的法人單位進行辦理。也因此，2003年12月8日，郝明義在中國時報公布對新聞局長黃輝珍的公開呼籲信[68]之後，新聞局也開始重新擬定書展承辦單位的解決方案[69]。
- 原先預計設置的國家主題館「義大利」取消，改以「出版藝術主題館」取代，並展示歐洲地區得獎的出版品。[70]
- 由於城邦出版集團獲得展覽承辦權的關係，因此旗下關係企業PChome Online也開放網路購票業務。另外，萊爾富便利商店與年代售票系統也加入實體售票通路行列。此外，書展門票除了基本的「單日券」，另外新設置「通行券」，讓參觀者可在展覽期間無限制地進出展覽館。[71]
- 除了通行券的設置，展覽期間也首度全面開放一般民眾參觀，並將展覽時間延長至晚上八點。[72]
- 台北國際書展於1月25日首度發行台北捷運單程票，主題為「閱讀城市、悠遊台北」[73][74]；並且，設計本屆書展官方標誌的義大利知名插畫家安嘉拉茉（Roberta Angaramo）的大會插畫作品也可以在展覽海報與周邊中看到。[75]

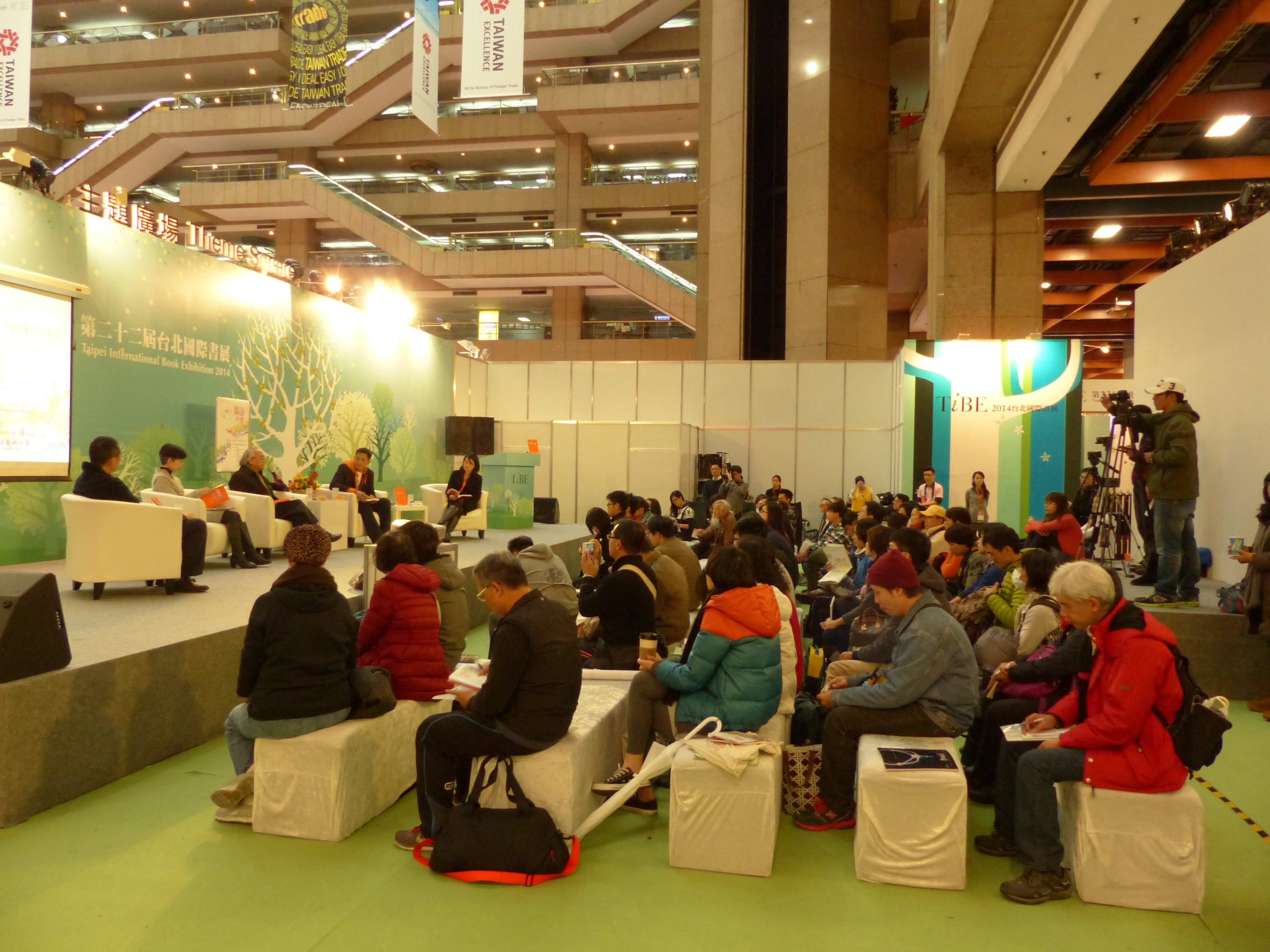
2014書展

- 專為書籍美術設計舉行的「金蝶獎」首度於本展覽中設置，並且成為大會主題活動的一部份[76]。
- 首度設置開幕電影《蝴蝶》（Le Papillon），並且由聯經出版事業公司發行實體電影書，周邊的電影原聲帶與電影DVD也在書展期間發行。[77]
- 台北國際書展另外設置一館二樓展區，除了新增「文學咖啡廣場」，提供讀者休息，另外，「心靈書區」與「限制級出版品專區」也轉移到此展區。[78][79]
- 聯合報於書展會場中發行書展快訊，這是繼第六屆台北國際書展之後第二家發行展覽快訊的媒體單位。
- 首度台北國際書展閱讀大使（代言人）。

### 書展基金會定型

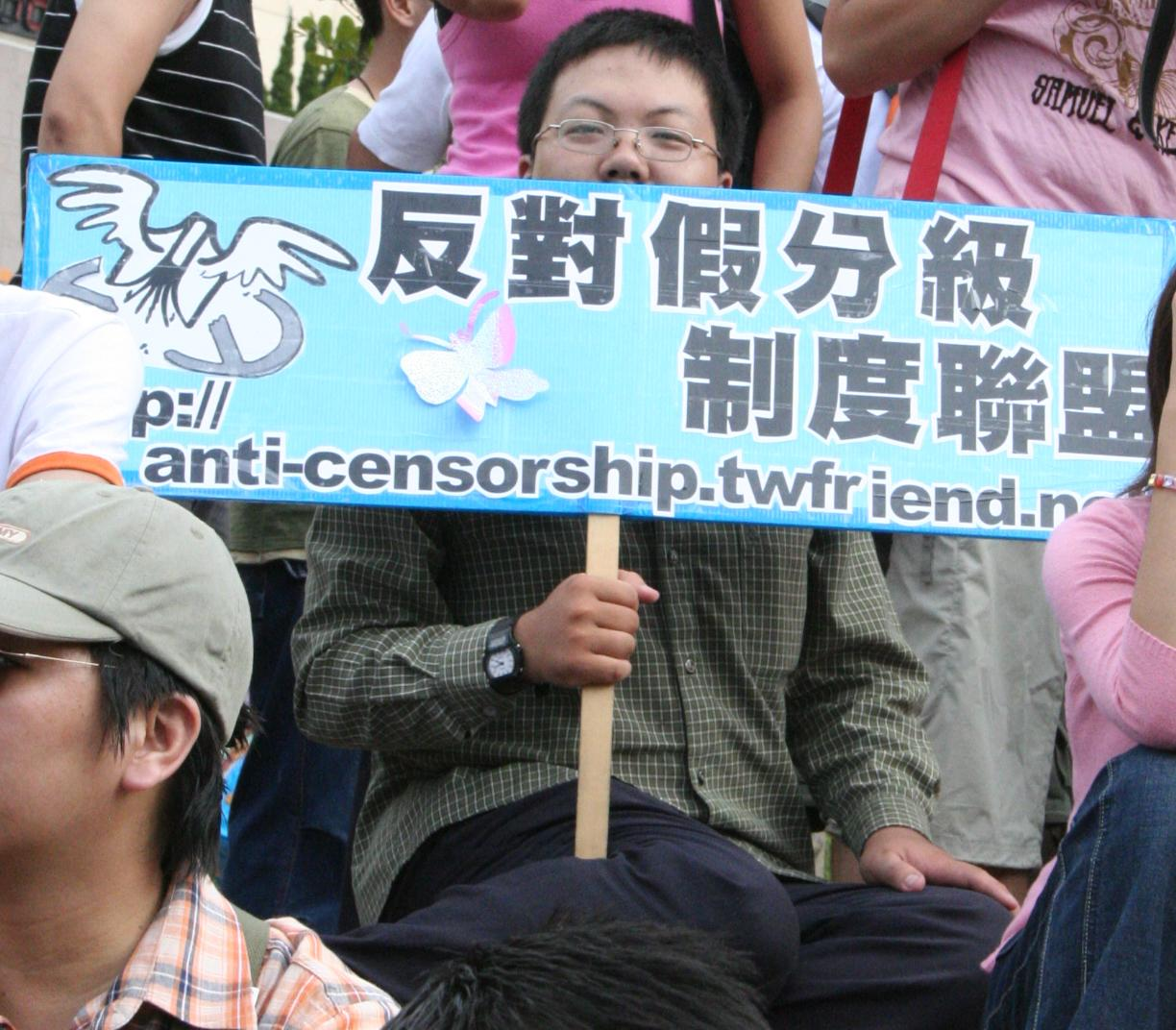
「反對假分級制度聯盟」曾在2005年前往台北國際書展會場抗議行政院新聞局的做法

第十三屆（2005年2月15日─2月20日）
- 在台北書展基金會得標展覽承辦資格後，為了要讓書展的品質提升，及避免外界稱書展為「夜市」的不佳形象，除了設置專業主題區，並規劃租金較高之攤位為指標攤位，且重新規劃「專業人士參觀日」的設置。[80][81]
- 由於台北國際書展、台北國際電玩展、台北燈節的活動檔期在該期間非常密集，因此，除了週邊道路的交通管制、以及鄰近停車場的停車費調整以外，在2月19日、2月20日，展覽會場也進行流量控制，以避免因為會場擁擠而產生的社會案件。[82][83]
- 國家主題館為「韓國館」，主軸為「閱讀韓國，感受韓國」，大韓出版文化協會受邀策畫一系列的韓國文化特展。
- 首次舉辦「Best From Taiwan版權推介」票選台灣出版品中最值得推薦給國外出版者的書籍，小野擔任評審委員召集人，入選作品在世貿一館的「出版品服務中心」展示。[84]
- 為了配合行政院新聞局的出版法規，「限制級專區」取消，改為廠商自行針對限制級書刊加上告示封套，但此舉引發反對假分級制度聯盟的抗議。[85]
- 在世貿三館啟用後，兒童圖書區移駕至此，並且配合世貿一館的主題館管制時間進行入場管控。[86]
- 由於捷運免費報紙的風行，聯合報系旗下的《可樂報》（後改名《可樂新聞》，2007年1月停刊）在展覽期間發行展覽快訊，每日提供展覽活動之相關訊息。在其後，《可樂報》也發行了兄弟象專刊。[87]

第十四屆（2006年2月7日—2月12日）
- 部分措施的變革：[88]

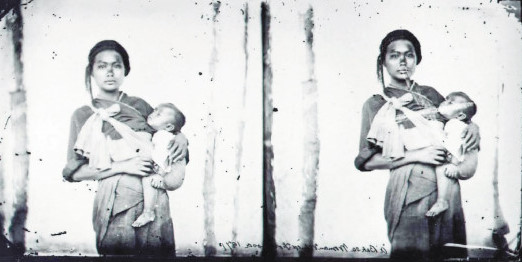
這張可能是台灣的第一張黑白照片，在台北國際書展中展示。

  - 國家主題館改以德國、法國、希臘、波蘭等四國組成的「歐洲四國文化館」取代。
  - 金蝶獎新設立「亞洲新人封面設計獎」，是針對35歲以下的亞洲地區藝術家所設計的封面設計比賽。
  - 兒童館（三館）改成與漫畫館（二館）入場方式相同（全面開放民眾購票參觀），但綜合主題展館（一館）的進場制度仍舊是第一天與第二天上午僅提供專業人士與媒體貴賓入場參觀。
  - 首度設置「星光票」制度，週五（2月10日）與週六（2月11日）開放時間延長至晚上10：00，而星光票入場時間則是晚上6時─10時。
- 1871年，由約翰湯姆森（John Thomson）拍攝的第一張台灣照片，在書展主題活動「台灣在飛躍之中：1871─2006」中亮相[89]，但有學者認為，雖然他貢獻了不少老照片，但第一位拍攝台灣照片的可能不是他[90]。

第十五屆（2007年1月30日─2月4日）
- 在「閱讀行為改變了嗎？」座談會中，有部分學者提到台灣讀書風氣的問題，小學生的閱讀風氣比中學生和大學生較佳；另外，台北市立圖書館也有一統計發現：小學生偏好繪本、漫畫和科幻小說，以及喜歡去圖書館；中學生因為升學壓力問題，閱讀時間較為縮減；大學生為了前途找工作、以及時間用於電腦網路，是相關年齡層閱讀風氣較差的關鍵點。[91]
- 由於教育部部長杜正勝的成語風波，加上行政院院長蘇貞昌在台北國際書展開幕典禮中引用較多成語形容書展的舉辦，因而引發各媒體與參觀者的議論，但也變相地助長語言的學習。[92]
- 便民服務出現問題：身心障礙者為了停車位，花了半小時以上才能進入展場。[93]
- 知名樂團蘇打綠成為有史以來第一個展覽代言樂團，此樂團撰寫了一首歌曲〈隱形翅膀〉作為大會主題曲。

第十六屆（2008年2月13日─2月18日）
2008台北國際書展，主題為「閱讀，快樂的異想世界」，主題國「澳洲國家館」策劃有四大主題展覽，包括：「澳洲藝術書展」、「奇幻異境－陳志勇的插畫世界」、「多才多藝多元─華裔澳人展」、「秀出您眼中的澳洲攝影展」；二館動漫館請來日本漫畫大師《凡爾賽玫瑰》作者池田理代子首次海外簽書會；三館的童書館規劃「異想主題館」，並首創了「文具主題區」。
第十七屆（2009年2月4日─2月9日）
2009台北國際書展主題國「泰國國家館」，是書展成立十七屆以來，首度以東南亞國家為主題國，並以「閱讀，躍起的力量」為訴求，著重於帶動國內閱讀風氣，二館動漫主題館則有經典少女漫畫大師《玻璃假面》作者美內鈴惠；三館童書館則有，法國插畫家沙基．布勒奇（Serge Bloch）及郭龍（Golo）。
- 本屆書展首度與台灣高速鐵路公司合作：搭乘台灣高鐵列車起站為桃園以南、終站為台北的乘客，可憑當日票根免費進入書展。

第十八屆（2010年1月27日─2月1日）
2010台北國際書展，主題為「閱讀，創意的奏鳴與交響」，主題國是文化出版大國：「法國」。2010台北國際書展也首度舉行「全球華人作家會」，並推出四大主題區，包括「台灣作家書房」、「書展大賞主題館」、「書活兒市集」、及「數位出版體驗館」。二館動漫主題館開幕邀請請來恐怖漫畫大師楳圖一雄；三館童書館則有高鐵贊助的「閱讀列車」活動，來自南投信義鄉羅娜國小、仁愛鄉親愛國小、合作國小偏遠地區學童，搭乘高鐵北上展開生平首次的書展之旅。
第十九屆（2011年2月9日─2月14日）
2011台北國際書展「不丹」受邀擔任台北國際書展主題國。這是不丹首次參加國際級的出版文學盛會，呼應書展主題「閱讀，幸福進行式」，並首度舉辦「朗讀節」。二館動漫主題館邀請到《天才小釣手》漫畫家矢口高雄；三館童書主題館由信誼基金會策展，規劃內容有「繪本畫家創意花園」「幸福朗讀故事屋」、「兒童動畫電影館」、「阿羅的塗鴉區」、「人偶秀」等。
第二十屆（2012年2月1日─2月6日）
2012第20屆的台北國際書展主題為「綠色閱讀」，並邀請實力派歌手盧廣仲擔任本屆書展代言人。海外作家陣容包含北歐犯罪小說天王尤．奈斯博（Jo Nesbo）、美國奇幻作家《迷霧之子》作者布蘭登．山德森（Brandon Sanderson）、法國百萬暢銷作家佛朗沙．勒羅（Francois Lelord） 、法國驚悚大師法蘭克．西萊斯（(Franck Thilliez）、日本文壇三大重要女作家之一的角田光代、超人氣的幽默推理作家東川篤哉、人氣攝影家川島小鳥等。
第二十一屆（2013年1月30日─2月4日）
2013台北國際書展由文化部首度主辦，主題國為比利時，於展覽一館、二館、三館共呈現五大經典展覽，讓參觀者在2013年的書展會場，從建築、音樂、文學的面向綜覽比利時。邀請的國際作家包括博學大師阿爾維托．曼古埃爾，國際知名青少年小說作家派崔克．奈斯及韓國當代重要作家孔枝泳首度訪華，「國際安徒生插畫大獎」的最高榮譽莉絲白．茨威格（Lisbeth Zwerger）、日本作家包括日本當代著名的女作家吉本芭娜娜等。
第二十二屆（2014年2月5日─2月10日）
2014台北國際書展主題國為APPA「亞太出版協會」（Asia Pacific Publishers Association），以「日本、韓國、新加坡、泰國」為主題國，於台北召開第二十一屆的亞太出版年會，同時，書展第一次，全面翻騰馬拉松熱，街頭路跑創辦人胡杰，用「雙腳向書本致敬，城市FUN逐跑書中」。
第二十三屆（2015年2月11日─2月16日）
2015台北國際書展主題國為紐西蘭，以「發現紐西蘭˙樂讀新世界」（Open hearts, Open minds, Open books. Ngākau aotea, Ngākau māhorahora, Pukapuka wherawhera.）為主題，並首度邀請到最年輕的曼布克獎得主伊蓮諾．卡頓（Eleanor Catton）訪台，為紐西蘭主題國亮眼的焦點。本屆書展也策畫「夢想與實驗特區」，將呈現參與紙本與數位科技所激發的各種夢想與實驗。
第二十四屆（2016年2月16日─2月21日）
2016台北國際書展以「Freedom Love」為主題的匈牙利主題國館是書展亮點，匈牙利主題國館與匈牙利最重要的文化推手Balassi Institute文化推廣機構合作，以多元出版品完整呈現匈牙利的出版及文化風貌。適逢華人文壇奇女子張愛玲逝世20週年，特別邀請作家張曼娟策劃「張愛玲特展：愛玲進行式」，以「愛」為特展的精神，突顯出張愛玲創作文學生命的永恆性。
第二十五屆（2017年2月8日─2月13日）
2017台北國際書展主題回歸台灣，以「讀享時光：我們共同走過的閱讀時代」的理念，特別規劃「讀享時光主題館」，三館童書主題館，以「圖想時光」為主題，策劃童書閱讀與手作藝術、台灣插畫家聯展、第七屆伊比利美洲精選插畫展等活動。
第二十六屆（2018年2月6日─2月11日）
2018台北國際書展以「讀力時代」為主題，以色列主題國館以一本嵌有希伯來文大型聖經作為視覺主軸，由六感體驗規劃，從聖經時代與猶太文化作為出發點，全方面展示以色列的文化，並策畫十大主題展館、聚集不同階層的閱讀能量。包括向廣大青少年熱情招手的「漫筆虛實PLUS」、「台灣角色品牌嘉年華」、「數位主題館」、「青年創意館」四個展館，以AR、漫畫、台灣原創角色及小誌獨立創作取勝。並有「誠品時光特展」及「書展大賞」呈現閱讀時光軸線，三館設置「兒童閱讀體驗館」、「台灣繪本美術館」、「優良讀度主題館」讓親子共享歡樂閱讀氛圍。
第二十七屆（2019年2月12日─2月17日）
2019台北國際書展主題為「讀書正好」，策畫十大主題展館，包括「德國主題國館」、「幻境漫遊_CCC創作集數位體驗展」、「書展大賞館」、「數位主題館」、「台灣文學獎」特展、「青年創意館」、「台灣波隆那30主題館」、「優良讀物館」，以及緬懷華文經典大師金庸逝世周年而設置「金庸茶館：武俠不滅」等特展。
2019年書展主題國「德國」，在德國外交部的支持下，由法蘭克福書展及歌德學院（台北）德國文化中心共同策畫籌辦。展館以「德國故事German Stories」作為中心精神，運用各種靜態和動態的方式，呈現文化和出版的多重面貌，向臺灣讀者介紹德國的圖書特色與最新出版趨勢。
呼應「德國故事German Stories」主題，以及2019年包浩斯一百週年紀念的特殊意義，主題國展館設計融合包浩斯簡潔的設計概念，一條貫穿展館的長廊象徵故事前進的動線。館內特別設置數台英文古董打字機，以德國浪漫主義詩人海涅(Heinrich Heine)的詩句「當我想起德國時If I think of Germany…」 (《海涅詩集：在極美的五月裡》，格林，2015) 作為活動核心。適逢藝術派別包浩斯百年慶，難得一見的原汁原味包浩斯劇場同框演出，邀請民眾互動試穿、自拍。這些戲服由榮獲法蘭克福社會創新獎項的難民支援計畫「Stitch by Stitch」團隊製作而成，也反映德國近年在移民問題和人道關懷主義的積極角色。
除了精彩的展覽，主題國館也展出400多冊別具代表性的德語出版品，包括年度德國圖書獎的入圍與得獎作品、來訪德國作家們的作品集與中文譯本、最新德國圖像小說、包浩斯主題書目、人工智慧專題以及2018年「德國最美麗的書」獲獎書籍。德國主題國也邀請13位重量級德國作家來台，帶給大家德式閱讀的影響力，有臺灣讀者相當熟悉的《罪咎》作者馮席拉赫(Ferdinand von Schirach)，以及《獵眼者》心理驚悚作家費策克(Sebastian Fitzek)；英國皇家喬治小王子和夏洛特小公主兩兄妹最愛《古飛樂》作者、廣受全球大小朋友喜愛的繪本名家薛弗勒(Axel Scheffler)等首次登臺。
第二十八屆（2020年2月4日─2月9日）
- 2020台北國際書展，原訂於2月4日至9日在世貿一館舉行，由於COVID-19肺炎臺灣疫情疫情影響，考量全民共同防疫，本屆書展由主辦單位文化部與承辦單位台北書展基金會於2020年1月30日共同宣布延期，改至5月舉行。[94][95]
- 2020年3月期間，全球疫情持續延燒，國際參展單位及國際作家來台交流受限，經審慎評估，於3月18日再次宣布2020年取消展覽辦理，並於5月15日推出台北國際書展線上書展。
- 2020書展首度推出線上書展，包括「主題展」有六大主題， 「閱讀沙龍Online」，重現台北國際書展現場，將最吸引讀者的28場講座移至線上呈現，「出版社推薦」推出家參展單位的閱讀相關影片自製影片等超過700部，「Onlilne Book 秀」單元中，串聯超過1500本書，並提供官網、FB、購物車的連結服務，直接導入出版社的購書系統，欣賞由出版社提供的展位設計圖或3D圖，有如重返書展如臨現場，讓讀者藉由科技以另一種方式悠遊書展。

第二十九屆（2021年1月26日─1月31日，維持線上書展與出版專業論壇）
- 2020年書展雖然停辦，但2021年書展被官方定為第二十九屆，不補上第二十八屆之缺號。
- 本屆書展原訂於2021年1月26日─1月31日舉辦，但再次因COVID-19肺炎臺灣疫情與國際疫情嚴峻影響，1月20日文化部與台北書展基金會宣佈停辦實體書展，而線上書展及出版專業論壇則持續辦理。[96][97][98]
- 經過兩年停辦，由文化部主辦、台北書展基金會承辦「2021台北國際書展_精選主題館巡迴展」打破台北國際書展往例，首度以實體形式移師北部以外縣市，第一站台中場於2021年8月27日至9月12日「文化部文化資產園區」登場，第二站台南場於9月17日至10月3日「文創PLUS-臺南創意中心」，壓軸宜蘭場，則於10月8日至10月24日「中興文化創意園區」巡迴展出。
- 本展策劃五大主題，結合2021台北國際書展三大主題館精華及延伸展示，包括 (1)書展大賞館 (2)「2020義大利波隆那插畫展」台灣入選作品展 (3)妖怪山互動體驗 (4)精選繪本展 (5)展售區，同時邀請選「義大利波隆那插畫展」插畫家、書展大獎、金漫獎、金鼎獎得主重磅開講，舉行12場閱讀沙龍活動，將台北國際書展豐沛能量，遍地開花，深入更多民眾生活之中。

第三十屆（2022年6月2日─7日）
睽違兩年，2022年第30屆台北國際書展於6月2日至7日在世貿一館舉行，展現超越疫情的出版與閱讀盛況，參觀總人次為25萬人。總計國內外有31國、364家出版社參與，以十大主題館、十大特色，匯聚來自國內外621位人氣作家舉行500場以上精彩閱讀活動，加上主辦單位文化部加碼推出20萬張100元的「TIBE購書抵用券」民眾入場及滿額皆可獲得，成功帶動消費，在疫情之下，進場人數、買氣及人氣都超過參展出版社預期。
第三十一屆（2023年1月31日─2月5日）
2023年第31屆台北國際書展，回歸新春檔期展出6天閱讀嘉年華會，參觀總人次達50萬5千人次。總計國內外有33國、470家出版社參與，以十大創新、十大主題展館、十大特色，匯聚來自國內外790位人氣作家舉行超過811場以上精彩閱讀活動，帶動閱讀多重宇宙，進場人數、買氣及人氣上升，並有眾多貴賓進場購書，而今年(2023)國際媒體及參展單位、專業人士對台灣讀者的熱情迴響也留下深刻印象及肯定。
本屆主題國的波蘭精彩內容，與波蘭書協（Polish Book Institute）、波蘭台北辦事處共同合作，並攜手波蘭國家圖書館及各文化機構，特別為台灣讀者規劃「從二十四個主題認識波蘭史」精選具代表性的波蘭出版品。「世界文明史珍本古籍展」由波蘭國家圖書館與波蘭知名珍本古籍出版社( Manuscriptum )策畫提供，展出牽動世界文明史的珍本古籍維妙維肖復刻品，及「百年波蘭繪本插畫展」由密茨凱維奇學院（Adam Mickiewicz Institute）策畫，精選百年來波蘭經典童書繪本和畫作展出，現場同時搭配收錄1918年波蘭恢復獨立至2018年間傑出插畫家作品介紹專書《插畫精選：百年波蘭童書繪本》，讓讀者從圖像也能進一步親炙波蘭文化的內涵與美感。
第三十二屆（2024年2月20日─2月25日）
2024年第32屆台北國際書展於2月20日至2月25日在世貿一館舉行，參觀總人次達55萬人次。總計國內外有34國、509家出版社參與，吸引國際人士654位來台，其中包括266位版權人士，舉辦版權桌次會議多達1910場，是去年3倍有餘，也寫下最多國外版權人士來台的紀錄，加上文化幣、門票全額抵用金加持，進場人數、買氣及人氣飆升，讓台北國際書展有重返疫情前水平的氣勢。

## 外部連結
- 台北國際書展官方網站（含歷屆書展導覽）（繁體中文）（页面存档备份，存于）
- 台北國際書展的Instagram帳戶（繁體中文）
- 台北國際書展的Facebook專頁（繁體中文）
- YouTube上的台北國際書展頻道（繁體中文）